# اچ‌ام‌اس الینس (پی۴۱۷)
اچ‌ام‌اس الینس (پی۴۱۷) (به انگلیسی: HMS Alliance (P417)) یک زیردریایی بود که طول آن ۲۸۱ فوت ۴٫۷۵ اینچ (۸۵٫۷۶۹۵ متر) بود. این زیردریایی در سال ۱۹۴۵ ساخته شد.